# Sarakatsani
De Sarakatsani (Grieks: Σαρακατσάνοι, Bulgaars: каракачани), soms ook geschreven als Karakatsjani,  zijn een pastoralistisch volk in Griekenland, met kleinere aantallen in Bulgarije, het zuiden van Albanië en Noord-Macedonië. De Sarakatsani waren historisch gecentreerd rondom het Pindosgebergte en andere bergketens in continentaal Griekenland. Nagenoeg alle Sarakatsani hebben de transhumante manier van leven verlaten en zijn vertrokken naar steden.

## Etymologie
De meest geaccepteerde theorie voor de oorsprong van de naam "Sarakatsani" is dat het afkomstig is van het Turkse woord karakaçan (van kara = 'zwart' en kaçan = 'vluchteling'). Dit woord werd gebruikt door de Ottomanen, verwijzend naar mensen die zich in het zwart kleedden en vluchtten naar de bergen tijdens de Ottomaanse bezetting van Griekenland.
Volgens een andere theorie is de naam afgeleid van het dorp Sakaretsi (tegenwoordig het dorp Perdikaki in Amfilochia), het veronderstelde thuisland van de Sarakatsani.

## Demografie
Tot het midden van de 20e eeuw leefden de Sarakatsani verspreid over verschillende delen van Griekenland, waarbij die van de Noord-Griekse regio's zich gedurende de zomermaanden vaak begaven naar buurlanden, zoals Albanië, het zuiden van Joegoslavië, Bulgarije en Oost-Thracië in Turkije. In de jaren 1940 waren de grenzen tussen deze landen gesloten en moesten kleine aantallen Sarakatsani zich vestigen buiten Griekenland. Er bestaan nog steeds gemeenschappen in Zuid-Albanië (noordelijk Epirus), Noord-Macedonië en Bulgarije.

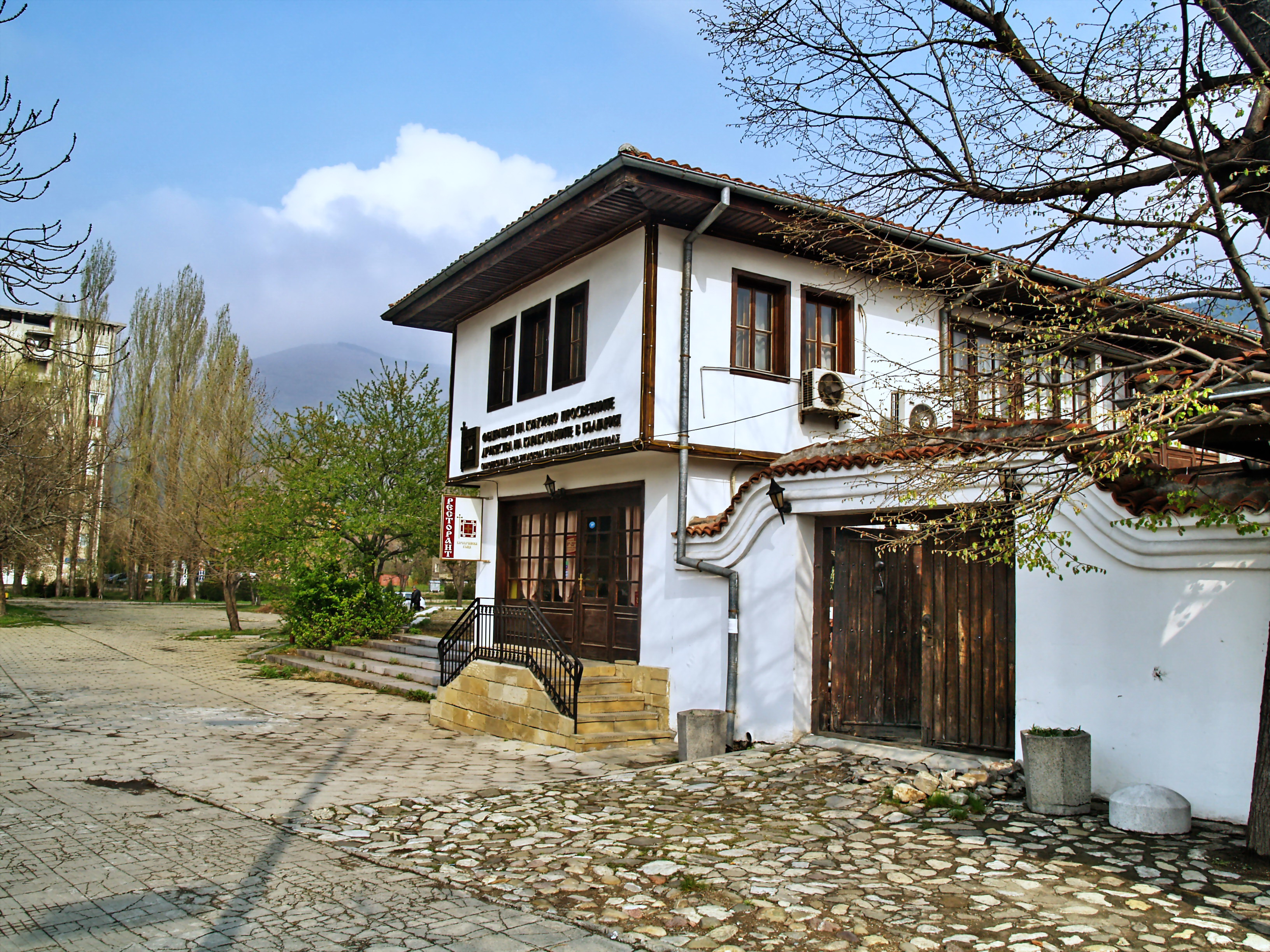
Het gebouw van de federatie van de Sarakatsani in de stad Sliven

Het is moeilijk om het exacte aantal Sarakatsani door de jaren heen vast te stellen, omdat Sarakatsani niet als een afzonderlijke groep werden beschouwd, zodat de volkstellingen geen afzonderlijke informatie over hen bevatten. Ook werden ze vaak verward met andere bevolkingsgroepen, vooral met de Vlachen. In het midden van de jaren vijftig werd het aantal Sarakatsani echter geschat op 80.000 personen in Griekenland, maar vanwege het proces van verstedelijking is het aantal Sarakatsani uit het verleden onbekend.